# Lübecker Bürgergarde

Angehörige der Lübecker Bürgergarde 1855

Die Bürgergarde war von 1813 bis 1867 die Miliz der Freien Stadt Lübeck.

## Ursprünge
Vorläufer der Bürgergarde waren die Bürgerkompanien, die auf das mittelalterliche Wehrbürgertum zurückgingen. Sie dienten ausschließlich der Aufrechterhaltung der inneren Ordnung und der Verteidigung. Theoretisch hatte jeder männliche Bürger sich zum Dienst in den Bürgerkompanien bereitzuhalten; im Verlauf des 18. Jahrhunderts hatten sich jedoch immer mehr Bürger der Dienstpflicht entzogen, so dass die Bürgerkompanien nicht einmal mehr die nötige Personalstärke für den täglichen Wachdienst hatten. Im Zuge der Eingliederung Lübecks ins Kaiserreich Frankreich wurden die Bürgerkompanien im Februar 1811 auch formell aufgelöst.

## Geschichte
Nachdem die französischen Besatzungstruppen Lübeck am 9. März 1813 geräumt hatten, wurde zur Sicherung der innerstädtischen Ordnung die Bürgergarde aufgestellt. Die Truppe bestand aus insgesamt drei Kompanien Infanterie, einer Abteilung Jäger und der kleinen Bürgerkavallerie.
Diese Miliztruppe konnte jedoch nicht verhindern, dass Lübeck am 3. Juni 1813 durch ein 1.000 Mann starkes dänisches Korps für Frankreich besetzt wurde, zu denen bis zum 3. Juni ein 5.000 Mann starkes französisches Kontingent hinzukam. Die Bürgergarde wurde entwaffnet und aufgelöst.
Nach dem endgültigen Abzug der französischen Besatzer wurde die Bürgergarde am 15. Dezember 1813 erneut aufgestellt; als Grundstock für die Ausrüstung mit Waffen wurden der Stadt vom schwedischen Kronprinzen Karl Johann 600 ältere britische Gewehre des Typs Brown Bess India Pattern zur Verfügung gestellt.
Eine Senatsverordnung vom 21. September 1814 gab der Bürgergarde die Struktur, die sie bis zu ihrem Ende in allen wesentlichen Zügen beibehalten sollte. Die Dienstpflichten der Bürger, die Organisation und Stärke der Miliz wurden damit geregelt.
In den folgenden Jahrzehnten hatte die Bürgergarde nur geringfügige Verpflichtungen zu erfüllen, beispielsweise die Unterstützung des regulären Militärs bei Ordnungs- und Wachaufgaben. Das Engagement der dienstpflichtigen Lübecker Bürger nahm im Verlaufe der Zeit erheblich ab; Ausbildungsstand und Verwendungsfähigkeit der Miliz sanken besonders in den Jahren nach 1850 erheblich, so dass die Bürgergarde allgemein als unbrauchbar zu ernsthaften Einsätzen und nutzlos betrachtet wurde.
Der Abschluss der Militärkonvention mit Preußen im Jahre 1867 brachte auch das Ende der Bürgergarde mit sich, die am 1. November 1867 formell aufgelöst wurde.

## Organisation und Stärke
Nach der Senatsverordnung vom 21. September 1814 bestand die Bürgergarde aus vier Bataillonen, die sich ihrerseits aus 14 Kompanien Infanterie mit zusammen rund 1.680 Mann und zwei Jägerkompanien, die zusammen etwa 240 Mann stark waren zusammensetzten. Die Jägereinheiten wurden nach 1831 aufgelöst.
Durch Senatsverordnung vom 21. Oktober 1827 wurde eine Neuorganisation festgelegt, die bis 1830 umgesetzt wurde. Dementsprechend bestand die Bürgergarde fortan aus einem aktiven Bataillon zu vier Kompanien und insgesamt 780 Mann sowie einem Reservebataillon von vier Kompanien mit zusammen 420 Mann.
Zusätzlich bestand im ländlichen Umland, das zu Lübeck gehörte, ein Landwehraufgebot, das die Bezeichnung Landsturm trug. Seine Sollstärke betrug 2.754 Mann in 15 Kompanien, die ihrerseits fünf Bataillone bildeten. Der militärische Wert des Landsturms war gering, unter anderem wegen der mangelhaften Bewaffnung.

## Uniformierung
Obwohl die Lübecker Bürgergarde eine reine Milizformation war, war sie nach 1814 durchgängig uniformiert. Im Unterschied zum regulären Militär, das grün trug, war die Grundfarbe blau. Nur die Jäger hatten grüne Röcke. Kragen und Aufschläge der Infanterie waren rot. Die ursprünglich frackartigen Röcke wurden um 1845 durch Waffenröcke preußischen Musters ersetzt.
Kopfbedeckung war ursprünglich ein hoher schwarzer Tschako; die Sappeure trugen Pelzmützen nach französischem Muster. Nach dem Waffenrock wurde auch die Pickelhaube nach preußischem Vorbild eingeführt.

## Bilder

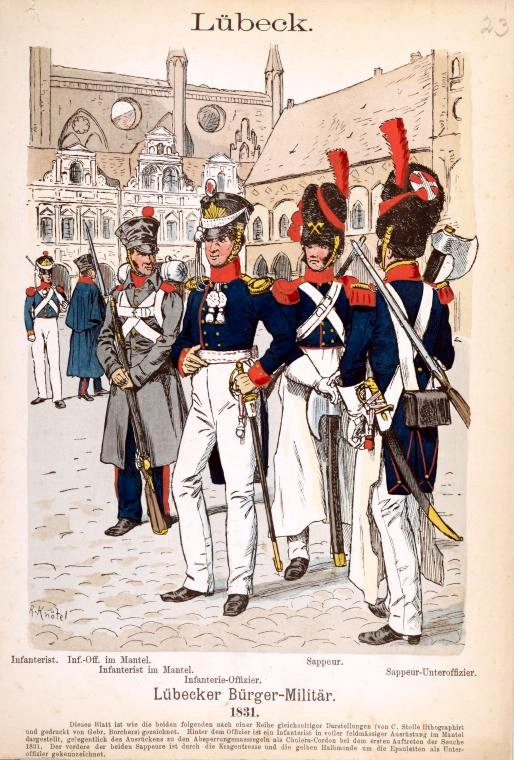
Infanteristen und Sappeure der Lübecker Bürgergarde, 1831
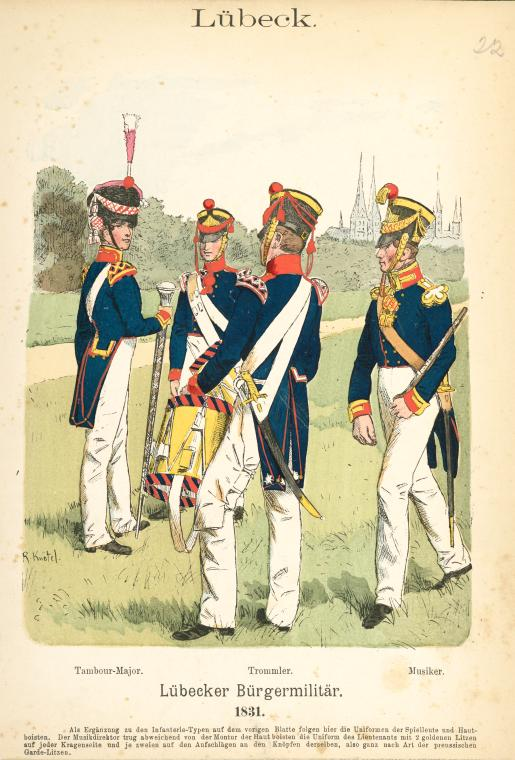
Spielleute der Lübecker Bürgergarde, 1831
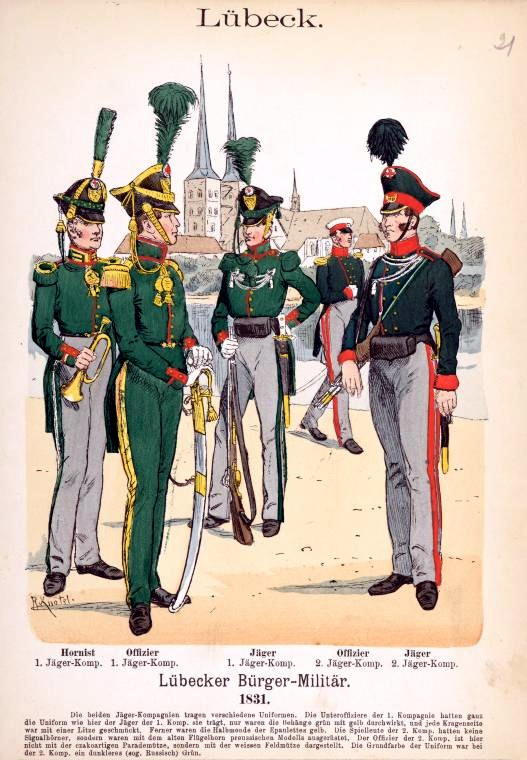
Jäger der Lübecker Bürgergarde, 1831
Das letzte Offizierskorps des aktiven Bataillons vor Auflösung der Bürgergarde 1867